# Qingpu-Gefängnis
Das Qingpu-Gefängnis (chinesisch 青浦监狱, Pinyin Qīngpǔ jiānyù) ist ein Gefängnis im Stadtteil Qingpu von Shanghai in der Volksrepublik China. Das Gefängnis hat eine Fläche von 20 km² und etwa 500 Polizisten arbeiten dort. Die Polizei des Gefängnis ist in drei Abteilungen organisiert, eine logistische Abteilung, eine Abteilung für ausländische Gefangene und eine Hochsicherheitsabteilung. Das Gefängnis soll Gefangene aus etwa 40 Nationen haben.

## Kontroversen
Kurz vor Weihnachten 2019 entdeckte ein sechsjähriges Mädchen aus London eine Botschaft auf einer Weihnachtskarte der Supermarktkette Tesco. Auf dieser Karte stand die folgende Botschaft in englischer Sprache:

“We are foreign prisoners in Shanghai Qingpu prison China. Forced to work against our will. Please help us and notify human rights organisation. Use the link to contact Mr Peter Humphrey.”

„Wir sind ausländische Häftlinge im Shanghaier Qingpu-Gefängnis in China. Gegen unseren Willen zur Arbeit gezwungen. Bitte helfen Sie uns und benachrichtigen Sie eine Menschenrechtsorganisation. Verwenden sie die Verbindung um Herrn Peter Humphrey zu kontaktieren.“

Die Familie des Mädchens hielt dies zunächst für einen Scherz, ging dann aber an die Öffentlichkeit. Tesco kündigte umgehend den Vertrag mit der zuständigen Firma, die die Weihnachtskarten herstellen ließ. Der in der Botschaft erwähnte Journalist Peter Humphrey war selbst 9 Monate Häftling des Qingpu-Gefängnis, ohne dass er angeklagt oder verurteilt wurde. Der Journalist berichtete daraufhin auch von anderen ehemaligen Gefangenen, die bestätigten, dass man mindestens für zwei Jahre Weihnachtskarten und Verpackungen für Tesco unter Zwang im Gefängnis herstellen ließ. Auch beschrieb Humphrey bereits im Frühjahr 2019, dass das Gefängnis in Qingpu einem Unternehmen gleicht und Produktionsarbeit übernehme. In den 12-Mann-Zellen seien die Bedingungen katastrophal. Im Jahr 2022 veröffentlichte Humphrey weitere Belege, dass das Gefängnis diese Weihnachtskarten herstellte, weil ein Gefangener diese Karten raus schmuggelte. Auch wurde berichtet, dass die Wächter nervös wurden, als der Skandal veröffentlicht wurde. Die Gefangenen musste dann für einige Monate keine Arbeit machen. Im Chinesischen Fernsehen hingegen wurde gezeigt, wie die ausländischen Gefangenen freie Aktivitäten machen durften und ohne Zwang arbeiten konnten.